# Valea Nucului
Valea Nucului – wieś w Rumunii, w okręgu Buzău, w gminie Berca. W 2011 roku liczyła 677 mieszkańców. 
Do 1931 roku miejscowość nosiła nazwę Urlători.